# Psyche sichotealinica
Psyche sichotealinica är en fjärilsart som beskrevs av Victor Pavlovich Solyanikov 1981. Psyche sichotealinica ingår i släktet Psyche och familjen säckspinnare. Inga underarter finns listade.